# Romowie
Romowie (rom. Roma; pot. Cyganie) – nieterytorialny naród lub grupa etniczna pochodzenia indyjskiego, której członkowie tworzą diasporę zamieszkującą większość państw świata.
Romowie stanowią społeczność o tradycjach nomadycznych wysoce zróżnicowaną pod względem językowym oraz kulturowym, a także zajmującą rozmaite nisze w ekonomiczno-społecznej strukturze krajów zamieszkania. Mimo takiej niejednolitości, czynnikiem wspólnym dla większości tradycyjnych grup jest przestrzeganie zwyczajów, wynikających z subiektywnego rozumienia zasad romskiej kultury (romanipen). Należy zaznaczyć, że nie wszystkie społeczności postrzegane obecnie przez ogół jako „romskie” identyfikują się z Romami (np. Sinti).

## Terminologia

### Etnonimy
Współcześnie używany w wielu językach etnonim „Romowie” (ang. Romani people, fr. Roms itp.) został wprowadzony w drugiej połowie XX wieku w oparciu o romską nazwę własną Roma (l. poj. r. m. Rom, r. ż. Romňi). Słowo to jest bowiem jedynym endoetnonimem, występującym w większości dialektów języka romskiego, który byłby synonimem wcześniejszych terminów. Przyczyną wprowadzenia nowej nazwy były związane z dotychczasowymi określeniami liczne skojarzenia negatywne, bazujące na stereotypach antycygańskich, które narosły przez wieki. Użycie terminu „Romowie” jest zatem według większości organizacji romskich bardziej poprawne politycznie.
Mimo tego w wielu językach dawne nazwy pozostały popularnymi synonimami nowego określenia, na przykład „Cyganie” po polsku. Określenie „Cyganie” ma większe konotacje emocjonalne niż „Romowie” (niezależnie czy są to konotacje negatywne, czy nie), na przykład w piosenkach (np. „Dziś prawdziwych Cyganów już nie ma”). W wielu językach jest też różnica merytoryczna, np. w przypadku języka angielskiego czy francuskiego Gypsy czy Gitan oznacza czasem styl życia lub ubioru, zaś do określenia grupy etnicznej używa się najczęściej określeń, pochodzących od nazw poszczególnych grup (Sinthi, Kale, Kaal, Cale).
Określenie „Cyganie” jest przez część Romów uznawane za pejoratywne i ma kojarzyć się z żebrakami i przestępcami. Na I Światowym Kongresie Romów jednogłośnie przegłosowano odrzucenie wszystkich zewnętrznie stosowanych etykiet dla narodu, w tym „Cyganie”, jako kojarzącym się z krzywdzącymi stereotypami. Ma ono zatem podobnie kontrowersyjny status jak określenie „Murzyn” wobec osób czarnoskórych.
Termin „Cyganie” jest też hiperonimem „Romów”, obejmując poza właściwymi Romami także inne emigranckie społeczności pochodzenia indyjskiego (Domów, Jatów, Lomów, Lulich), grupy etniczne pochodzące od Romów (Sinti, Aszkali, Egipcjanie Bałkańscy), kasty zamieszkujące Półwysep Indyjski, z których najprawdopodobniej wywodzą się powyższe społeczności (Domba, Bandżarowie, Lambani) lub rozmaite inne grupy etniczne, które z Romami łączy jedynie podobieństwo tradycyjnego stylu życia (Koczownicze narody Europy, Morscy Cyganie).

### Etymologia nazw
Etnonim „Romowie” pochodzi od romskiej nazwy własnej Rrom, oznaczającej zarówno człowieka, jak i mężczyznę, z sanskryckiego डोम (ḍoma, „niższa kasta muzyków i tancerzy wędrownych”) lub डोम्ब (ḍomba) hinduistycznej kasty Domba:, z której być może wywodzą się m.in. współcześni Romowie.
Inni uważają, iż jest ona raczej związana z sanskryckim słowem rama, oznaczającym męża, małżonka, co jest też często spotykanym użyciem słowa rom w języku romani.
Z kolei termin „Cyganie”, podobnie jak wiele paralelnych określeń w wielu językach europejskich (np. węg. cigányok, niem. Zigeuner, wł. zingari, tur. Çingeneler, norw. Sigøynere itd.), pochodzi najprawdopodobniej od nazwy domniemanej heretyckiej sekty atynganów (gr. athinganoi), znanej z obszaru Cesarstwa Bizantyjskiego. Według alternatywnych analiz etymologię słowa „Cyganie” należy wyprowadzić poprzez pośrednictwo języków słowiańskich z kipczackiego wyrazu o znaczeniu „biedny”, „ubogi”, będącego także źródłosłowem dla węgierskiego słowa szegény (wym. sɛɡeːɲ) „zubożały”, „biedny” (w madziarskich dialektach wiejskich wymowa szegény jest bardzo zbliżona do wymowy słowa cigány).
Inną powszechnie używaną grupą egzoetnonimów nadawanych Romom są określenia pochodzące od greckiego słowa Aiguptoi, wiążące ich z Egiptem (np. ang. Gypsy, fr. Gitan, alb. Jevgit itd.). Przyczyny tego stanu rzeczy należy szukać w popularnym średniowiecznym przekonaniu o pochodzeniu Romów właśnie z tego kraju, które jest do dziś obecne zarówno w romskim folklorze (zob. legenda o pochodzeniu Romów z Egiptu), jak i tożsamości narodowej niektórych grup romskich (zob. Egipcjanie Bałkańscy).
Istnieje jeszcze określenie „bohema” pochodzącego z francuskiego la bohème, „cyganeria”, a to z kolei ze średniowiecznej łaciny: bohemus – 'mieszkaniec Czech'; później określano tym mianem Romów, którzy, jak sądzono, przybyli właśnie z Czech.

## Populacja

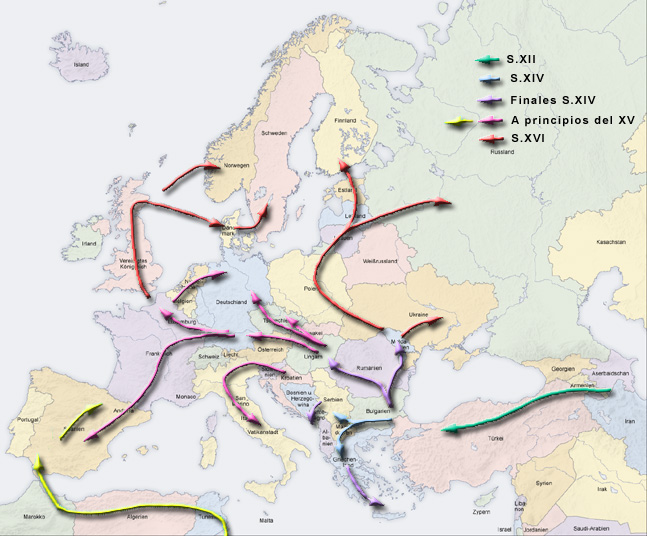
Migracja

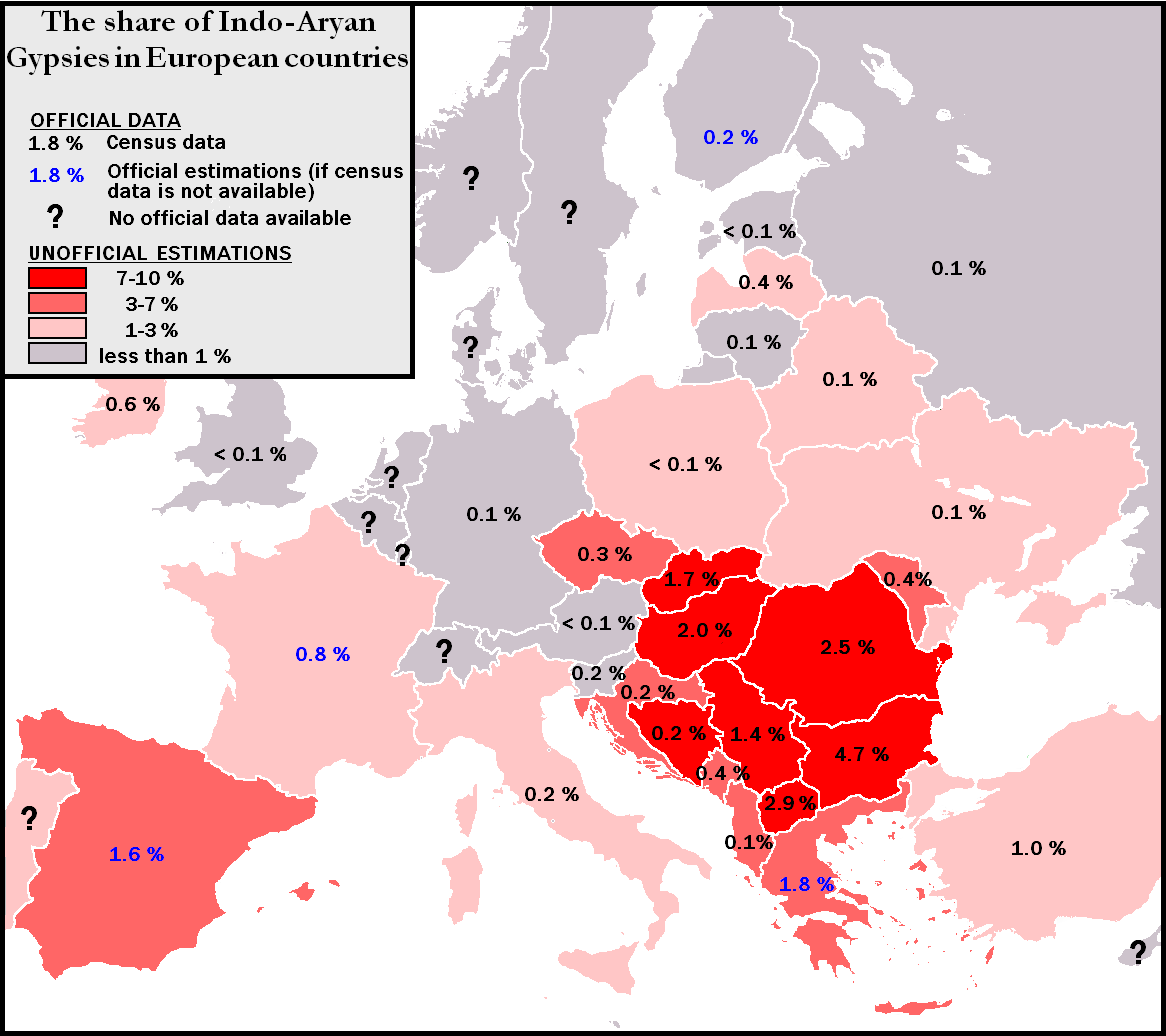
Populacja

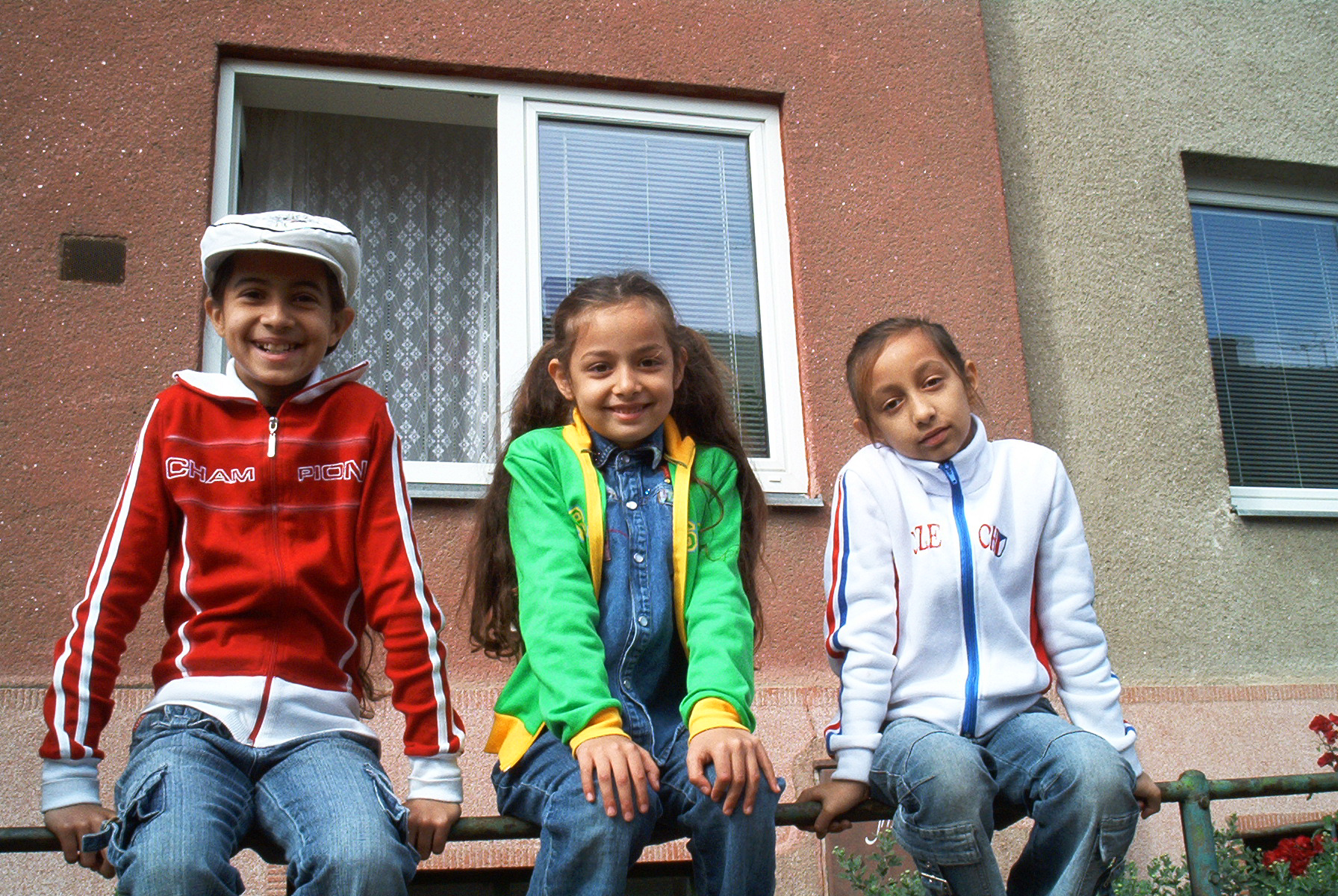
Najmłodsze pokolenie Romów

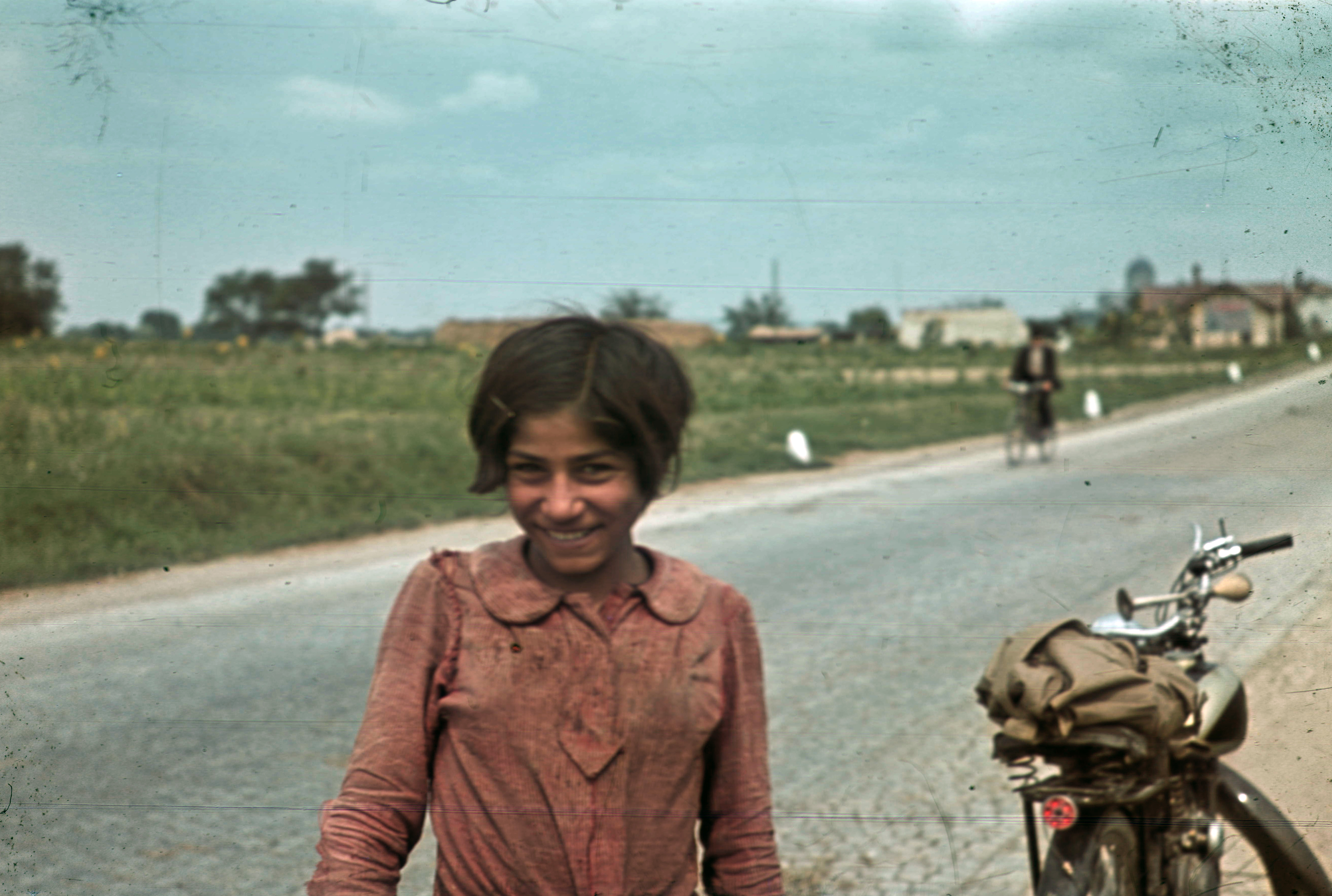
Cyganka na Węgrzech w 1940

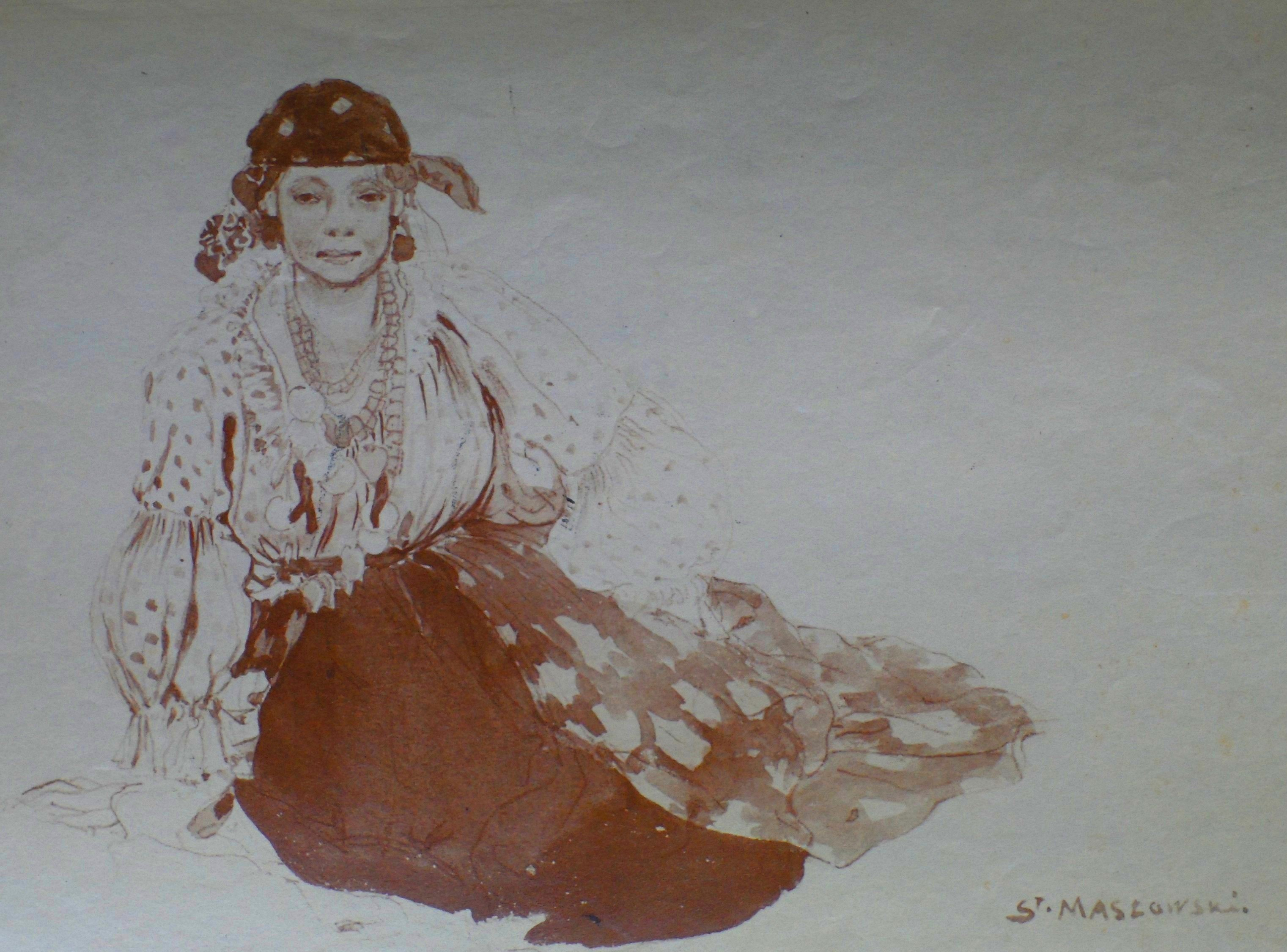
Cyganka, akwarela Stanisława Masłowskiego, ok. 1877

Współczesną populację Romów szacuje się na około 8–15 mln. Dokładna liczba jest jednak bardzo trudna do ustalenia z powodu niepewnej rzetelności wszelkich podających ją źródeł, a także faktu, iż w wielu krajach Romowie są zmuszeni ukrywać swą narodową tożsamość z powodu prześladowań lub panujących w społeczeństwie antycygańskich stereotypów. Większość Romów zamieszkuje kraje europejskie, głównie Półwysep Bałkański, Europę Wschodnią i Centralną. Największy odsetek populacji Romów w Europie – 4,7% – znajduje się w Bułgarii. Duże grupy spotykane są także w Ameryce Północnej, krajach byłego Związku Radzieckiego, Europie Zachodniej oraz w Ameryce Południowej. Jeżeli do zbiorczej kategorii Cyganów zaliczymy też inne pokrewne grupy pochodzenia indyjskiego, wówczas do obszarów ich zamieszkiwania należy zaliczyć także Bliski Wschód, Azję Centralną i Południową.
Romowie właściwie przez wieki związani byli z obszarami państw europejskich, jednak w wyniku ekspansji kolonialnej tych ostatnich oraz w wyniku masowych migracji w XIX i XX wieku zamieszkują oni dziś większość krajów świata. Do państw z populacją Romów przekraczającą pół miliona należą: Brazylia, Bułgaria, Hiszpania, Rumunia, Słowacja, Turcja, Węgry. W Polsce mieszka ok. 13 tys. Romów, najwięcej w województwach małopolskim, dolnośląskim, śląskim i mazowieckim.
Pomimo silnego poczucia wspólnoty, naród romski dzieli się na szereg mniejszych grup subetnicznych, do których należą np.: Kełderasze, Manusze, Polska Roma czy Romungrzy (zob. niżej). Niekiedy zalicza się tu także inne, pokrewne Romom grupy etniczne pochodzenia indyjskiego, jak Domowie, Jatowie, Lomowie czy Luli, jednak pod względem językowym, kulturowym oraz etnogenetycznym stanowią one osobne społeczności. Z kolei niektóre grupy, przez większość naukowców uważane za odłam Romów, podkreślają swoją odrębność od reszty tego narodu. Tak jest np. w przypadku Sintich czy Bałkańskich Egipcjan.

## Historia

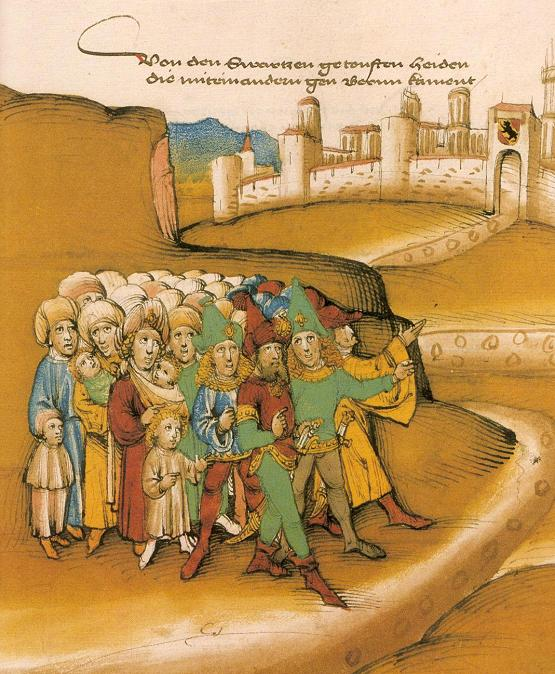
Jedno z najstarszych ikonograficznych przedstawień Romów, Berno, 1485 r.

### Etnogeneza
Jak dowodzą badania językoznawcze, etnogeneza Romów rozpoczęła się w centralnej części Półwyspu Indyjskiego po ok. 500 roku n.e. Analizy etnograficzne dowiodły z kolei ich pokrewieństwa z hinduistyczną kastą Domba, z którą Romowie (a także Domowie, Jatowie, Lomowie, Luli itd.) do dziś dzielą zakres tradycyjnie wykonywanych profesji (zob. niżej) oraz od której najprawdopodobniej pochodzi ich nazwa własna.
Natomiast dane pochodzące z przeprowadzonych na różnych populacjach Romów badań genetycznych zdają się sugerować, że pierwotna grupa zamieszkiwała Indie około 32–40 pokoleń temu i była stosunkowo mała, licząca prawdopodobnie ok. 1 tys. osób. Inne badania dowiodły jednak ich pokrewieństwa z indyjską kastą Radźputów, która powstała jako armia wojowników najemnych w VII wieku n.e. w wyniku najazdów muzułmańskich na Indie. Częstotliwość występowania grup krwi w układach AB0 jest bowiem taka sama wśród Romów oraz współczesnych członków tej kasty na północy Indii. Teorię tę wspierają też dane pochodzące z analizy języka romani, w którym większość słów odnoszących się do wojaczki (np. bust – „włócznia”, tover – „topór”, xanro – „miecz” itd.) należy do najstarszej warstwy leksykalnej, a także jest wspólna z mającym podobnie „wojenną” genezę językiem urdu.
Wszystkie powyższe dane zdają się dowodzić, iż kluczowym elementem etnogenezy Romów były właśnie wojny VIII–X wieku pomiędzy muzułmańskimi najeźdźcami a Radźputami, w wyniku których przodkowie Romów opuścili Indie. Dalsze interpretacje pozostają jedynie w sferze hipotez: czy Romowie sami stanowili wojsko najemne, czy też raczej obsługę techniczną (zaopatrzenie, rozrywka, usługi rzemieślnicze) walczącej armii, jak to miało miejsce później w ich historii; czy ich przemieszczenie na zachód związane jest z popadnięciem w jasyr, czy też była to raczej migracja z przyczyn ekonomicznych; czy wreszcie stanowili jedną falę migracyjną, czy takich fal było kilka.
Obecnie wiadomo, iż przodkowie Romów nie byli jedyną migrującą na zachód grupą etniczną pochodzenia indyjskiego. Około 400 lat wcześniej Półwysep Indyjski opuścili bowiem przodkowie obecnych Domów (czego dowodzą analizy językoznawcze), zaś pochodzące z Indii grupy koczowników znane są nawet z obszaru współczesnego Iranu z XIX wieku. Najprawdopodobniej Domowie, Lomowie, Luli, Romowie itp. stanowią oddzielne fale migracyjne jednej społeczności hinduskiej, żyjącej poza subkontynentem Indyjskim, prowadzącej podobny tradycyjny tryb życia i wykonującej podobne zawody. Pokrewieństwo tych grup jest szczególnie widoczne w krajach, gdzie mieszkają przedstawiciele kilku z nich (np.: w Iranie, Iraku, Syrii, Turcji).

### Pobyt w Persji i Armenii
Nie wiadomo więc, czy pochodzące z kronik perskich wzmianki o wędrujących społecznościach Hindusów odnoszą się właśnie do Romów. Często przywołuje się jednak fragment perskiej epopei narodowej Szahname Ferdousiego, mówiący o 10–12 tys. hinduskich muzykantów, podarowanych szachowi Bahramowi V Gurowi przez jednego z władców indyjskich (odnosi się on wprawdzie do V wieku, lecz jest przekazem historycznym wspieranym przez inne źródła). Wiadomo też, iż na przełomie X i XI wieku Mahmud z Ghazni podczas inwazji na Sindh i Pendżab pojmał 500 tys. jeńców, których następnie uprowadził z dala od ich ojczyzny. Z kolei w latach 820–834 grupa etniczna zwana Zott (co jest jedną z nazw nadawanych różnym społecznościom pochodzenia indyjskiego na Bliskim Wschodzie) próbowała utworzyć niepodległe państwo na mokradłach w rejonie Basry, dokąd jej członkowie trafili jako hodowcy wołów domowych. Pokonanych powstańców kalif Al-Mutasim przesiedlił w okolicę Antiochii i miejscowości Ain Zarba, które w 855 roku zostały zdobyte przez Bizantyjczyków.
Dane językoznawcze wskazują jednak, iż przodkowie Romów musieli przemieścić się przez Persję i Armenię bez głębszego kontaktu z językiem arabskim. Na obu tych obszarach nastąpił prawdopodobnie dłuższy pobyt, co odzwierciedla duża liczba zapożyczeń pochodzących z licznych używanych tam języków. Jest tak np. w przypadku większości słów związanych z koczownictwem (jak: vurdon „wóz” pochodzące z osetyjskiego lub kurdyjskiego czy grast „koń” z ormiańskiego), co zdaje się sugerować, iż właśnie tam nastąpiła reorganizacja niehomogenicznej dotąd społeczności romskiej i wytworzenie nowych, jednolitych wzorców kulturowych (które, jak np. koczownictwo, są przez innych często kojarzone właśnie z narodem romskim).

### Pobyt w Bizancjum
Kolejny dłuższy pobyt Romów miał miejsce w granicach Cesarstwa Bizantyjskiego, o czym znów świadczy duża liczba zapożyczeń językowych, np. terminów związanych z pokrewieństwem (jak kirvo – ojciec chrzestny), co może sugerować istnienie głębszych relacji z resztą miejscowego społeczeństwa. Właśnie ze źródeł bizantyjskich pochodzą liczne wzmianki o heretyckiej sekcie atynganów (gr. athinganoi), od której nazwy wywodzi się prawdopodobnie współczesny egzoetnonim „Cyganie” (np.: gr. pospolity termin Τσιγγάνοι / Tsinganoi, wł. zingari od pierwotnego łac. Acingani poprzez Cingani, tur. Çingeneler, węg. Cigányok itd.). Nie jest przy tym pewne, czy wzmianki owe dotyczą autentycznej grupy religijnej, od której Romowie przejęli nazwę, czy też odnoszą się one w rzeczywistości do nich samych. Wiadomo jedynie, iż z czasem określenie athinganoi oraz pochodne atsinganoi, tsinganoi itd. zaczęto stosować w dokumentach wyłącznie wobec Romów.
Przyczyną dalszej migracji na zachód był najprawdopodobniej napór Turków seldżuckich, a potem osmańskich. Romowie przemieszczali się głównie w kierunku Bałkanów, osiedlając się w szczególności na kontrolowanych przez Wenecję obszarach Grecji. Z powodu przychylnej polityki władz weneckich, pragnących obsadzić opustoszałe ziemie nowymi osadnikami, powstawały tam liczne osiedla romskie, m.in. Gyppe. Najprawdopodobniej ta właśnie nazwa stała się przyczyną błędnego przekonania o pochodzeniu Romów z Egiptu oraz nadawaniu im egzoetnonimów pochodzących z gr. Aiguptoi „Egipcjanie”. Także w granicach włości weneckich powstało tzw. Feudum Acinganorum, osobne lenno Republiki Weneckiej, którego poddanymi byli lokalni Romowie.

### Romowie w Europie

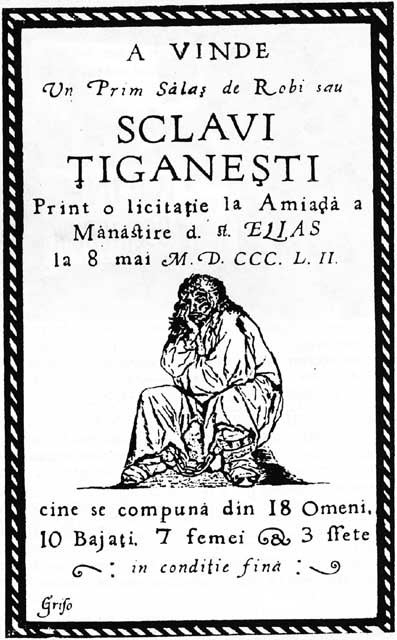
Plakat informujący o sprzedaży niewolników cygańskich, Rumunia, 1852 r.

Pierwsze historyczne ślady obecności Romów w Europie pochodzą z XIV wieku właśnie z rejonu Bałkanów. Na przełomie XIV i XV wieku dotarli oni na Węgry, gdzie na Zamku Spiskim otrzymali od cesarza Zygmunta Luksemburskiego słynny glejt, który okazywali później innym władcom chrześcijańskim, przybywając do ich ziem.
W XV wieku pierwsze grupy Romów pojawiły się w krajach Europy Zachodniej: w 1417 w Niemczech, w 1422 roku we Włoszech, zaś w 1427 roku we Francji. Nazywano ich wówczas powszechnie „ludem Faraona” (łac. populus Pharaonis) w związku z podawaną przez nich legendą o ich egipskim pochodzeniu, a także powszechnym kojarzeniem egzotycznych przybyszów z krajem znanym z kart Biblii. We Francji używano także określenia Bohémiens od łac. nazwy Czech Bohemia, zapewne w związku z częstym powoływaniem się Romów na wspomniane wcześniej pismo od Zygmunta Luksemburskiego, który był wówczas m.in. królem tego państwa. W tym samym czasie część Romów poprzez Bliski Wschód i kraje Maghrebu dotarła na Półwysep Iberyjski i do południowej Francji.
Przybywając do krajów zachodniej Europy Romowie podawali się najczęściej za pielgrzymów, pokutników lub uchodźców, wygnanych ze swego kraju za wyznawanie wiary chrześcijańskiej. Mimo tego już na przełomie XV i XVI wieku większość państw wprowadziła w życie surowe prawodawstwo wymierzone bądź ogólnie we wszystkie osoby uprawiające wędrowny tryb życia, bądź bezpośrednio w Romów. W 1539 wydalono ich z Francji na mocy edyktu. Podobnie było w Anglii, gdzie w 1530 nakazano Romom opuszczenie kraju pod groźbą więzienia, co 4 lata później zamieniono na karę śmierci. Natomiast w ówczesnej Hiszpanii Romowie poddani zostali pierwszej w ich historii planowej akcji asymilacyjnej.
Podobnie ciężka stała się z czasem sytuacja Romów zamieszkałych w księstwach naddunajskich, gdzie począwszy od XVI wieku zostali oni sprowadzeni do roli niewolników, przypisanych do majątków bojarskich, kościelnych lub książęcych. Właściciel miał prawo sprzedawać na licytacji lub darować swoich niewolników pojedynczo albo całymi rodzinami, zaś Cygan bez właściciela był uważany za własność księcia. Wołoski kodeks karny z 1811 stwierdzał, że każdy Cygan rodzi się niewolnikiem, zaś edykty znoszące niewolnictwo były uchwalane stopniowo dla Mołdawii i Wołoszczyzny oraz całej Rumunii począwszy od 1856.
W innych krajach Europy Wschodniej Romowie znaleźli bardziej sprzyjające warunki egzystencji. Na Węgrzech tradycyjnie wykonywane przez nich zawody pozwoliły im szybko znaleźć dogodną niszę ekonomiczną w ówczesnym społeczeństwie feudalnym. Epoka licznych wojen oraz rosnących wpływów warstwy szlacheckiej wykazywała bowiem duże zapotrzebowanie na różnego rodzaju usługi związane z metalurgią oraz z drugiej strony z rozrywką i muzyką. Romscy metalurdzy byli wówczas najbardziej cenionymi specjalistami ze swych dziedzin, zaś tradycją ludową stało się, że wiejskim kowalem był na ogół Rom. Z kolei bogata tradycja muzyczna oraz wybitne umiejętności wielu artystów również znalazły uznanie na dworach magnackich i królewskich. W XVIII wieku tamtejsi Romowie zostali jednak poddani niezwykle brutalnej akcji asymilacyjnej ze strony absolutystycznej administracji Habsburgów.
W Polsce pierwsze ślady obecności Romów pochodzą z 1401 z Krakowa oraz z 1405 z Sanoka, co świadczy o ich migracji z terenu ówczesnych Węgier (zob. Bergitka Roma). Po wydanym przez sejm Rzeszy edykcie banicyjnym z 1577 niemieccy Romowie zaczęli masowo migrować na ziemie polskie, dając początek dominującej dziś w kraju grupie Polska Roma. Choć również tutaj w XVI i XVII wieku wydano kilka ustaw banicyjnych, były one egzekwowane jedynie częściowo, zaś większość Romów mogła nadal prowadzić tradycyjny tryb życia. Od XVII do końca XVIII wieku istniał w Polsce także urząd królów cygańskich, zaś osobni królowie byli mianowani w dobrach magnackich.

### Romowie poza Europą
Począwszy od XVI wieku europejskie mocarstwa wykorzystywały swoje kolonie zamorskie jako miejsce banicji Cyganów. Tym sposobem Romowie hiszpańscy trafili do krajów Ameryki Łacińskiej, portugalscy – do Brazylii, kolonii afrykańskich oraz (z powrotem) do Indii, zaś brytyjscy – do Ameryki Północnej.
Kolejna wielka fala migracji Romów nastąpiła w połowie XIX wieku. W wyniku zniesienia niewolnictwa na terenach ówczesnej Rumunii liczne grupy tamtejszych Romów, przede wszystkim zaś Kełderasze i Lowarzy rozpoczęli dalekie, transkontynentalne wędrówki. Ich śladem podążyło wiele innych społeczności, dotychczas żyjących w Starym Świecie. Przybyli wówczas do Ameryki Romowie prowadzili wędrowny tryb życia, przemieszczając się taborami aż do czasów wielkiego kryzysu w latach 30. XX w.

### Współczesność
Istniejące w wielu społeczeństwach europejskich uprzedzenia antycygańskie sprawiły, iż Romowie często stawali się ofiarami represji i krwawych prześladowań. W czasie II wojny światowej miała miejsce planowana, masowa eksterminacja Romów, prowadzona zarówno w niemieckich obozach koncentracyjnych, jak również w gettach oraz podczas licznych egzekucji. Szacuje się, iż w jej wyniku życie mogło stracić od 200 tys. do 2 mln osób.
Nawet po II wojnie światowej w wielu krajach prowadzono planową akcję fizycznego niszczenia narodu romskiego (zob. niżej). Od połowy XX wieku w państwach Europy Zachodniej następuje jednak stopniowe równouprawnienie mniejszości romskich. W niektórych z nich (np. we Francji) tradycyjny styl życia i wykonywania zawodu przez tamtejszych Romów jest nawet objęty ochroną prawa, które gwarantuje im oraz innym społecznościom półkoczowniczym osobne miejsca parkingowe, przeznaczone na postój podczas wędrówek, a także możliwość edukacji w odrębnym trybie.
W państwach byłego bloku wschodniego Romowie byli zmuszani do porzucenia tradycji koczowniczych, czego przykładem była przeprowadzana stopniowo od 1964 w Polsce tzw. akcja produktywizacyjna. Liczne obostrzenia tego typu, brutalnie ingerując w tradycyjny styl życia, wyeliminowały niemal doszczętnie zjawisko koczownictwa w krajach Europy Wschodniej oraz wystawiły Romów na wszelkiego rodzaju negatywne skutki przemian społeczno-ekonomicznych późniejszego okresu transformacji ustrojowej. W ich wyniku większość mieszkających dziś w państwach postkomunistycznych osób narodowości romskiej żyje poniżej granicy ubóstwa, będąc szczególnie dotkniętych biedą i bezrobociem. Do tego dochodzą liczne przejawy dyskryminacji ze strony władz oraz pozostałych członków społeczeństwa (zob. np. pogrom mławski), często o podłożu rasistowskim, co wywołuje silne poczucie marginalizacji. Wielu Romów wybiera więc niedostępną dawniej możliwość wyjazdu do bogatszych krajów Zachodu w celu odnalezienia własnego miejsca w nowych społeczeństwach.
Równocześnie wśród Romów następuje rozwój poczucia świadomości narodowej. W wielu krajach powstają liczne organizacje pozarządowe, powołane w celu ochrony praw tej mniejszości oraz reprezentujące jej interesy.
W 1971 pod Londynem odbył się I Światowy Kongres Romów. Zaprezentowano tam po raz pierwszy flagę romską oraz hymn, a także zalecono używanie w językach narodowych określenia „Rom” w miejsce słowa „Cygan”. Podczas II Światowego Kongresu Romów w 1978 w Genewie powołano do życia Międzynarodową Unię Romów (rom. Romano Internacionalno Jekhetani Union, ang. International Romani Union – IRU). Kolejny Kongres odbył się w 1981 w Getyndze, zaś poświęcony był w głównej mierze kwestii holocaustu romskiego. W 1990 w Jadwisinie pod Warszawą odbył się IV Kongres, na którym m.in. przedstawiony został uniwersalny podręcznik języka romskiego, zaakceptowany przez delegatów. W 1993 Międzynarodowa Unia Romów przyjęta została do ONZ w charakterze członka-obserwatora. W 2000 w Pradze zorganizowano V Kongres, na którym utworzony został Parlament Romski, uchwalono kartę IRU, określającą zadania oraz sposób sprawowania władzy, a także deklarację, stwierdzającą, iż Romowie są narodem nieterytorialnym i nie roszczą sobie prawa do żadnego terytorium. W 2004 w Lanciano we Włoszech odbył się kolejny Kongres, podczas którego na stanowisko prezydenta IRU wybrano polskiego działacza Stanisława Stankiewicza.

## Język
Językiem ojczystym większości Romów jest język romski, zwany też romani, należący do grupy indoaryjskich języków indoeuropejskich.
Daleko posunięte zróżnicowanie rozmaitych dialektów romskich, brak tradycji piśmienniczej oraz jednolitej standaryzacji sprawiają jednak, iż posługujące się nimi osoby często doświadczają trudności komunikacyjnych. Z tego też względu część naukowców uważa romani raczej za podrodzinę językową niż za osobny język. Ponadto w wyniku presji zewnętrznej w wielu tradycyjnych grupach nastąpiło porzucenie własnego dialektu romani na rzecz języka dominującego w otoczeniu społecznym lub wytworzenie osobnego języka kreolskiego (zwanego pogadialektem), łączącego elementy języka romskiego oraz większościowego (np. dialekt caló w Hiszpanii).

## Kultura

### Kultura tradycyjna

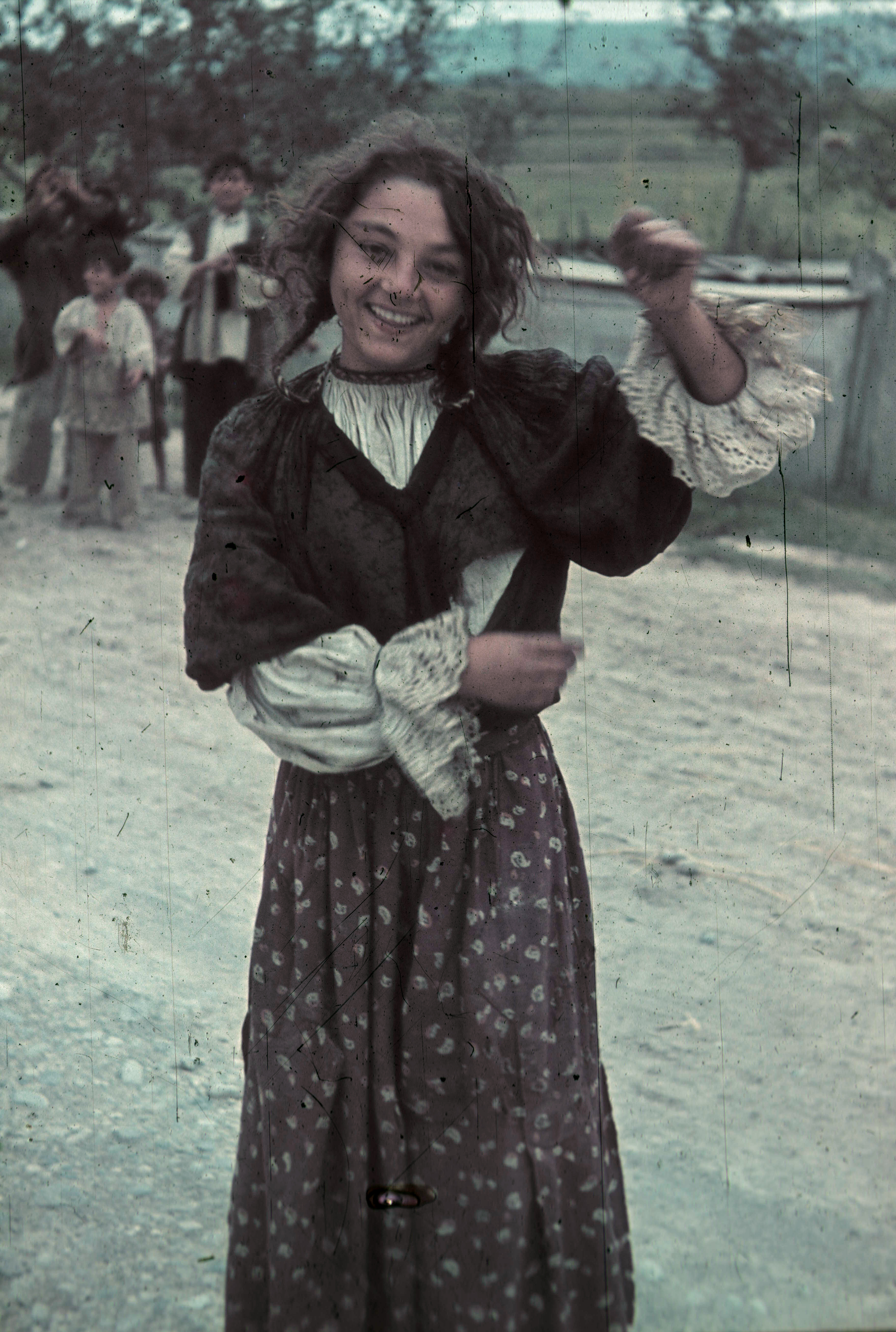
Cyganka na Węgrzech (1940)

Ogół tradycji romskiej określają zasady, nazywane zbiorczym mianem romanipen. Dotyczą one w głównej mierze idei czystości-nieczystości rytualnej (mageripen), a także związków społecznych, ze szczególnym uwzględnieniem relacji rodzinnych, wewnątrz- i międzygrupowych oraz relacji z obcymi (gadziami).
Kultura Romów jest ściśle związana z wewnątrzgrupowym przekazem tych zasad, odbywającym się dzięki rozbudowanym związkom pokrewieństwa oraz uznawaniu autorytetu tradycyjnych przywódców. Rolę tych ostatnich odgrywają zarówno poszczególne osoby, stojące na czele rodów lub społeczności lokalnych (zwani baro rom, bulibaša, čhibalo, vajda, vujto itd.), jak i powszechnie szanowana starszyzna. Niekiedy wspólne tradycyjne zwierzchnictwo posiadają wszyscy Romowie należący do danej grupy językowo-etnograficznej (tak jest np. w przypadku instytucji Szero Roma dla tzw. Polskich Cyganów Nizinnych). Autorytety te, stojąc na straży tradycyjnych wartości, sprawują często rolę zwyczajowego sądu, rozstrzygającego wszelkie wątpliwości w tej dziedzinie, a także inne spory pomiędzy stronami. Instytucja takiego sądu, sprawowanego najczęściej kolegialnie, nosi w różnych grupach rozmaite nazwy, np. kris wśród Kełderaszy i Lowarów, divano na Bałkanach itd.
Poza uznawaniem zasad romanipen oraz posłuszeństwem wobec starszych, jedną z głównych wartości kultury romskiej są związki rodzinne. Bardzo uroczyście świętuje się więc różnego rodzaju okazje związane z przyjściem na świat nowego członka społeczności, zawieraniem związków małżeńskich oraz śmiercią. Mniejsze znaczenie mają doroczne uroczystości, przypadające z okazji powszechnych świąt religijnych.
Wiele zwyczajów oraz tradycyjnych wartości romskich jest często nierozumianych lub niewłaściwie interpretowanych przez ludzi z zewnątrz, toteż są one w niektórych grupach objęte zwyczajowym tabu. Np. idea czystości rytualnej jest zupełnie obca większości społeczeństw europejskich, podobnie jak liczne obostrzenia wiążące się z ludzką seksualnością, porodem itd. Elementy te są jednak często spotykane w kulturach tradycyjnych Azji Południowej i Zachodniej oraz wśród innych koczowniczych społeczności Europy. Z drugiej strony wiele z nich to w istocie powszechne zjawiska kulturowe, bądź elementy należące właśnie do cywilizacji zachodu, porzucone jednak przez większość społeczeństw uprzywilejowanych w miarę przemian cywilizacyjnych. Do takich należy niewątpliwie szczególna cześć, jaką tradycyjni Romowie żywią dla swoich przodków, lub liczne zwyczaje związane z zawieraniem małżeństw, jak ich aranżowanie, porwanie panny młodej, okup za nią itd.

### Tradycyjne profesje

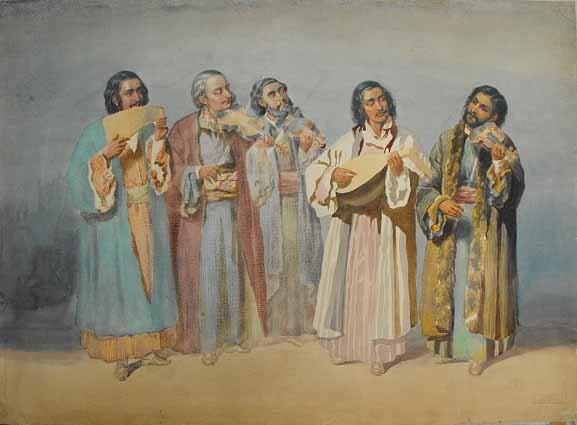
Romska orkiestra (taraf) Ochi Albi, Szatmar, 1860 r.

Jedną z charakterystycznych cech kultury romskiej jest tradycyjnie określony i ograniczony zakres możliwych do wykonywania zawodów – istnienie tzw. zawodów zakazanych. System ten, odziedziczony najprawdopodobniej z hinduistycznego podziału kastowego, obejmuje wiele profesji, które dziś praktykują zarówno europejscy Romowie, bliskowschodni Domowie, jak i przedstawiciele indyjskich grup Domba. Większość tych tradycyjnych zajęć pozwala zachować dość duży zakres niezależności ekonomicznej od trendów w gospodarce reszty społeczeństwa, co też często staje się przyczyną oskarżeń o czerpanie dochodów ze źródeł „niewiadomego” pochodzenia. Z drugiej strony związki ekonomiczne z gadziami oraz świadczenie im rozmaitych usług są zasadniczą formą tych profesji, a także podstawą dochodu dla większości tradycyjnych grup Romów, będąc często jedyną okazją kontaktu dla obu społeczności.
Podobnie jak w przypadku kast hinduistycznych oraz tradycyjnych społeczności Europy i całego świata, istnieje ścisła relacja pomiędzy przynależnością grupową oraz wykonywanym zawodem. Fakt, iż w przeszłości niemal wszyscy członkowie danej społeczności uprawiali tę samą profesję, odzwierciedlony jest dziś w nazewnictwie tradycyjnych grup romskich (zob. niżej), gdzie np. etnonim Lowarzy (rom. Lovara/Lovari) pochodzi od węg. słowa ló – „koń”, oznaczając w ten sposób handlarzy końmi, zaś Ursarowie czy Meczkarowie (rom. Ursari, Mečkar) od rum. Urs i mac. Мечка – „niedźwiedź”, stanowiąc tym samym nazwy grup, tradycyjnie będących treserami tych zwierząt. Ponadto wiele grup romskich (np. w Rumunii) jest zorganizowanych w tzw. kompanie (rom. kumpania), czyli podgrupy o charakterze ekonomiczno-zawodowym, podlegające określonemu przywództwu.
Spektrum tradycyjnych zajęć można ogólnie podzielić na kategorie:
- rzemiosło
  - metalurgia – np. kowalstwo (oraz pochodzące od niego, popularne dawniej ludwisarstwo, rusznikarstwo, płatnerstwo), ślusarstwo, wyrób naczyń metalowych i ich cynowanie (wraz z rozmaitymi formami naprawy, np. drutowaniem), złotnictwo (i pozostałe formy kowalstwa artystycznego), a także praca w hucie;
  - przetwórstwo drzewne – np. wyrób mebli, rozmaitych narzędzi i przyborów z drewna oraz materiałów pochodnych (np. łyżek, mis, koryt, żłobów, sit, koszy itd.), a także stolarstwo artystyczne;
  - pozyskiwanie i przetwarzanie surowców – np. produkcja cegieł, górnictwo, przetwórstwo wapna, różnego rodzaju obróbka kamieni itp. W wielu społecznościach tradycyjnych zajęcia te uważane są jednak za nieczyste w wyniku odziedziczonego po kulturze hinduistycznej negatywnego klasyfikowania czynności wymagających kontaktu z glebą;
- handel – obrót własnymi wyrobami rzemieślniczymi (najczęściej kobiety sprzedają to, co wyprodukowali mężczyźni), jak i pośrednictwo w wymianie innych dóbr. Co do formy, w wielu okolicach spotyka się zarówno handel bazarowy, jak i wykonywany przez domokrążców, którzy niegdyś pełnili istotną funkcję zaopatrywania odległych gospodarstw wiejskich w niezbędne towary. Jeśli zaś chodzi o rodzaj wymienianych dóbr, jednym z najszerzej praktykowanych w przeszłości zajęć romskich był handel końmi, dziś niemal całkowicie wygasły z powodu zmechanizowania środków transportu i siły pociągowej. Z drugiej strony sytuacja ta stworzyła nową możliwość zarobkowania, która od handlu tymi zwierzętami poprowadziła wielu Romów w stronę obrotu samochodami, mającymi dziś podobną funkcję i znaczenie, jakie dawniej posiadał koń. Kluczowa rola tych zwierząt wiązała się też z kolejnym rodzajem usług oferowanych przez Romów, jakie stanowiło ich leczenie, połączone z głębszą niż w innych społecznościach znajomością weterynarii i ziołolecznictwa. Natomiast pośrednictwo w sprzedaży innych zwierząt hodowlanych, podobnie jak i produktów spożywczych (głównie owoców, warzyw oraz zbieranych w lesie płodów runa: grzybów, jagód, ziół), choć spotykane, nie odgrywało nigdy tak istotnej roli ekonomicznej i kulturowej. Większe znaczenie (zwłaszcza obecnie) na wielu terenach krajów Europy Wschodniej, dotkniętych ubóstwem postindustrialnych, ma zbieranie i sprzedaż surowców wtórnych, zwłaszcza złomu i szmat. Częstym towarem widywanym w rękach wschodnioeuropejskich handlarzy romskich są różnego rodzaju tekstylia oraz drobne przedmioty codziennego użytku (używane lub fabrycznie nowe), które nabywają oni najczęściej od innych pośredników.
- rozrywka
  - wykonywanie muzyki – bogata tradycja muzyczna Romów sprawia, iż ze społeczności tej pochodziło wiele powszechnie uznanych osobistości tej dziedziny (np. J. Bihari, G. Cziffra, D. Reinhardt), zaś wielu współczesnych artystów i zespołów jest także dziś obecnych zarówno w nurcie muzyki poważnej, jak popularnej, folku, jazzie, rocku itd. W wielu społecznościach wiejskich wysoko ceni się orkiestry romskie grywające na weselach, chrzcinach itp., zaś w miastach często zdarza się spotkać romskiego muzykanta, zarabiającego na ulicy czy w tramwaju.
 Osobny artykuł: Muzyka cygańska.
  - wróżbiarstwo – głównie wróżenie z ręki, kart czy szklanej kuli, uprawiane wyłącznie przez kobiety, dawniej z wykorzystaniem rozmaitych akcesoriów np. „diabełków” (rom. bengoro) czy woskowych „trupków” (rom. muloro).
  - różne formy ulicznej rozrywki – żonglerki, sztuki iluzji, akrobacji na linie, koniu itd., utrzymywanie wędrownego cyrku czy lunaparku. Aż do początku XX wieku można było w całej Europie spotkać wędrownych treserów niedźwiedzi, których zwierzęta były uczone wykonywania rozmaitych sztuczek. Profesja ta, obecnie niemal zupełnie zapomniana, ma swoje dalekie echo w sztuce bliskowschodnich i indyjskich zaklinaczy węży, także należących lub pochodzących z kasty Domba.
- najemną pracę na roli – zajęcia związane z uprawą ziemi przez stulecia były dostępne jedynie dla osiadłych Romów z terenu Bałkanów, Kotliny Panońskiej i łuku Karpat, nie znali ich natomiast prześladowani edyktami banicyjnymi koczownicy z Europy Zachodniej. W ich rozumieniu zasad romanipen rolnictwo posiada więc mniejszy prestiż niż wymienione wcześniej zawody. Wiązać się to może również z powszechną w kulturze Indii oraz Bliskiego Wschodu ogólnie niższą oceną tej profesji w porównaniu z zajęciami wymagającymi zdolności umysłowych, np. z handlem czy uprawianiem muzyki, co stoi w pewnej sprzeczności z wartościami przyjętymi w agrarnych kulturach Europy. Uprawa roli wymaga ponadto częstego kontaktu z glebą, która w opierającym się na hinduistycznych ideach kontinuum czyste-nieczyste zbliżona jest raczej do drugiego bieguna. Inna sprawa, że Romowie wspomnianego regionu na ogół nie posiadali ziemi na własność, zmuszeni więc byli pracować na polach należących do innych właścicieli.
- żebractwo – pewne grupy Romów uważają żebranie za wymagające kontaktu z nieczystym, inne zaś traktują jako pełnoprawną profesję, wykonywaną w większości przez kobiety (np. wśród Kełderaszy). Niezależnie od tego wiele osób zostało zmuszonych do uprawiania tego typu zajęć przez ciężkie warunki ekonomiczno-bytowe, szczególnie w krajach postkomunistycznych, w myśl przysłowia Feder te tut marel buťi, sar te tut marďahas bokh (Lepiej, abyś cierpiał od pracy, niż od głodu).

### Religia

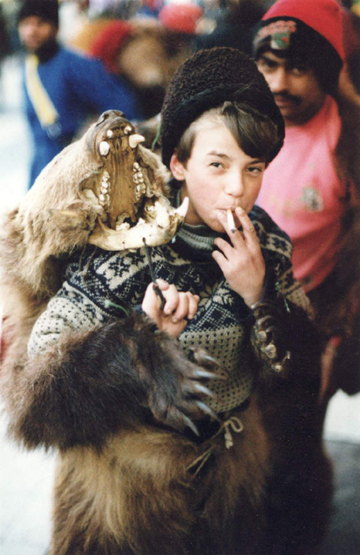
Romski chłopiec z Węgier, członek grupy artystów wystawiającej tradycyjne jasełka

Zwyczajowa obrzędowość romska nie zawiera się w ścisłych ramach jakiejkolwiek tradycji (ani tym bardziej doktryny) religijnej. Mimo iż znaczna część idei i praktyk, określanych zbiorczym mianem romanipen, wywodzi się z kultury hinduistycznych Indii (o czym świadczy np. używane na określenie chrześcijańskiego krzyża romskie słowo trušul, wywodzące się z sanskrytu triśula „trójząb” – atrybut boga Śiwy i emblemat noszony przez braminów), wiele jej elementów zostało zaczerpniętych z wierzeń innych narodów, z którymi Romowie mieli styczność podczas swej wędrówki. Można w niej spotkać zarówno wzory kulturowe pochodzące z muzułmańskiej Persji, które korzeniami sięgają czasów zoroastryjskich, jak również te, wywodzące się z kręgu wschodniego (ormiańskiego i bizantyjskiego) chrześcijaństwa.
Ponieważ historia Romów przebiegała w większości na terytoriach państw, które wymagały od swoich mieszkańców identyfikacji z konkretną, zdogmatyzowaną i administracyjnie ustrukturyzowaną religią, przyjmowali oni najczęściej tę, która była dominującą (lub jedynie dozwoloną) w krajach ich aktualnego pobytu. Większość Romów zamieszkałych w krajach tradycyjnie muzułmańskich jest wyznawcami dominującej tam wersji islamu, zaś w chrześcijańskich – chrześcijaństwa. Niekiedy w wyniku relacji społeczno-ekonomicznych z grupami wyznającymi religie mniejszościowe Romowie przystępowali do ich wspólnot, skutkiem czego spotyka się dziś wśród nich np. wyznawców judaizmu. Zdarza się także, iż przybywszy do kraju cieszącego się względną tolerancją religijną, Romowie pozostawali przy wyznaniu, które praktykowali w poprzednim miejscu zamieszkania. Tak więc np. większość polskich Kełderaszy jest dziś wiernymi Kościoła Prawosławnego, ponieważ prawosławie było dominującą wiarą tych terenów Rumunii, z których przybyli w XIX wieku. Ponadto obecnie w wielu grupach Romów działalność rozwijają liczne, stosunkowo młode wspólnoty religijne, np. Świadkowie Jehowy czy zielonoświątkowcy. W przypadku tych ostatnich, np. w Rumunii, Romowie stanowią znaczny odsetek wyznawców na tych terenach, gdzie do zgromadzenia przystąpili obdarzeni autorytetem lokalni przywódcy społeczności.
Poza konkretną deklaracją po stronie danego wyznania religijność romska często ulegała wpływom lokalnych wzorów kulturowych, które nigdy nie są homogeniczne ani „ideowo poprawne”. Dlatego na obszarach styku kultur, jakim są Bałkany, Romowie, podobnie jak inne grupy etniczne, niezależnie od oficjalnego wyznania posiadają bogatą obrzędowość sięgającą korzeniami zarówno islamu, jak i chrześcijaństwa, zaś w krajach wysoko zsekularyzowanych (np. w byłym ZSRR) kultura duchowa Romów jest w równym stopniu zeświecczona, jak wśród innych członków społeczeństwa.

### Grupy językowo-etnograficzne

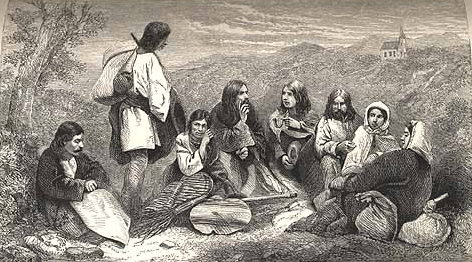
Rodzina transylwańskich Romów

Naród romski dzieli się na szereg osobnych grup subetnicznych, wyróżnianych na podstawie językowej, kulturowej, religijnej, terytorialnej, zawodowej itd.
Ze względu na kryterium językowe grupy te można poklasyfikować następująco:
- grupy posługujące się dialektami bałkańskimi języka romani: Arli (Macedonia Północna, Kosowo, Grecja), Erli (Bułgaria), Meczkarowie (rom. Mečkar, Albania), Sepeczowie (rom. Sepeči, Grecja, Turcja), Ursarowie (rom. Ursari, Rumunia), Krymscy Romowie (Ukraina), Zargarowie (rom. Zargari, Iran) i inne;
- grupy posługujące się dialektami zis-bałkańskimi: Drandarowie/Drindarowie (rom. Drandari lub Drindari), Kowaczkowie (rom. Kovački), Kalajdżowie (rom. Kalajdži) i Bugurdżowie (rom. Bugurdži; wszystkie z terenu Bułgarii i Macedonii Północnej);
- grupy posługujące się dialektami vlax-południowymi: Gurbetowie (rom. Gurbet lub Džambazi), Kalburdżowie (rom. Kalburdžu), Czergarowie (rom. Čergari) i inne (Serbia, Czarnogóra, Chorwacja, Bośnia i Hercegowina, Macedonia Północna, południowa Rumunia, Bułgaria, Grecja, Albania, Turcja);
- grupy posługujące się dialektami vlax-północnymi: Kełderasze, Lowarzy, Czurarowie (rom. Čurari), Maczwajowie (rom. Mačvaja) i inne z terenu Rumunii, Mołdawii, Węgier, Serbii oraz żyjące na emigracji na całym świecie;
- grupy posługujące się dialektami centralno-południowymi: Romungrzy, Romowie Wend, Romowie Burgenlandzcy, Serwy i inne, zamieszkujące Węgry, Słowację, północną Słowenię, wschodnią Austrię, Ukrainę oraz Rumunię;
- grupy posługujące się dialektami centralno-północnymi: Polscy Cyganie Wyżynni, Romowie Słowaccy, Romowie Morawscy (ich dialekt wymarł po II wojnie światowej, obecnie używają jęz. czeskiego), Wurdonara Roma i inne (Słowacja, Czechy, Polska, Ukraina);
- grupy posługujące się dialektami północno-zachodnimi: Sinti, Manusze, Fińscy Kaale i inne (Niemcy, Austria, Francja, Włochy, kraje Beneluksu, Finlandia);
- grupy posługujące się dialektami północno-wschodnimi: Chaładytka Roma, Sasytka Roma, Romowie Łotewscy (rom. Lotfitka Roma lub Čuxny), Polska Roma i inne (Polska, Litwa, Łotwa, Estonia, Rosja, Białoruś, Ukraina);
- grupy posługujące się dialektami izolowanymi bądź o nieustalonej klasyfikacji, żyjące na pograniczu Słowenii, Chorwacji i Włoch, we włoskich prowincjach Abruzja i Kalabria, w irańskim Azerbejdżanie Wschodnim itd.;
- grupy posługujące się pogadialektami języka romani: Romaniczale (nazwa własna Romanichal, Anglia), Gitanowie (nazwa własna Gitanos lub Caló, Hiszpania), Romowie Baskijscy (nazwa własna Errumantxela), Walijscy Kaale (nazwa własna Kååle, nie należy mylić z Fińskimi Kaale – patrz wyżej), Bojasze oraz pokrewne grupy: Rudarowie (nazwa własna Rudari), Ludarowie (nazwa własna Ludari), Lingurarowie (nazwa własna Lingurari), Zlatarowie (nazwa własna Zlătari; wszystkie z terenu Węgier, Rumunii, Bałkanów, a także Ameryki i Australii), Romowie Serbscy (Serbia), Romowie Skandynawscy (nazwa własna Tattare, Skandynawia);
- grupy posługujące się językami dominującymi w krajach zamieszkania: przeważająca większość Romów Burgenlandzkich, Fińskich Kaale, Romungrów, Romów z Wysp Brytyjskich, Estonii, Półwyspu Iberyjskiego, Romów Morawskich oraz skandynawskich Tattare, znaczne podgrupy tych grup, które posługują się pogadialektami, a także mniejszościowe podgrupy wszystkich pozostałych grup.

### Romowie w kulturze innych narodów

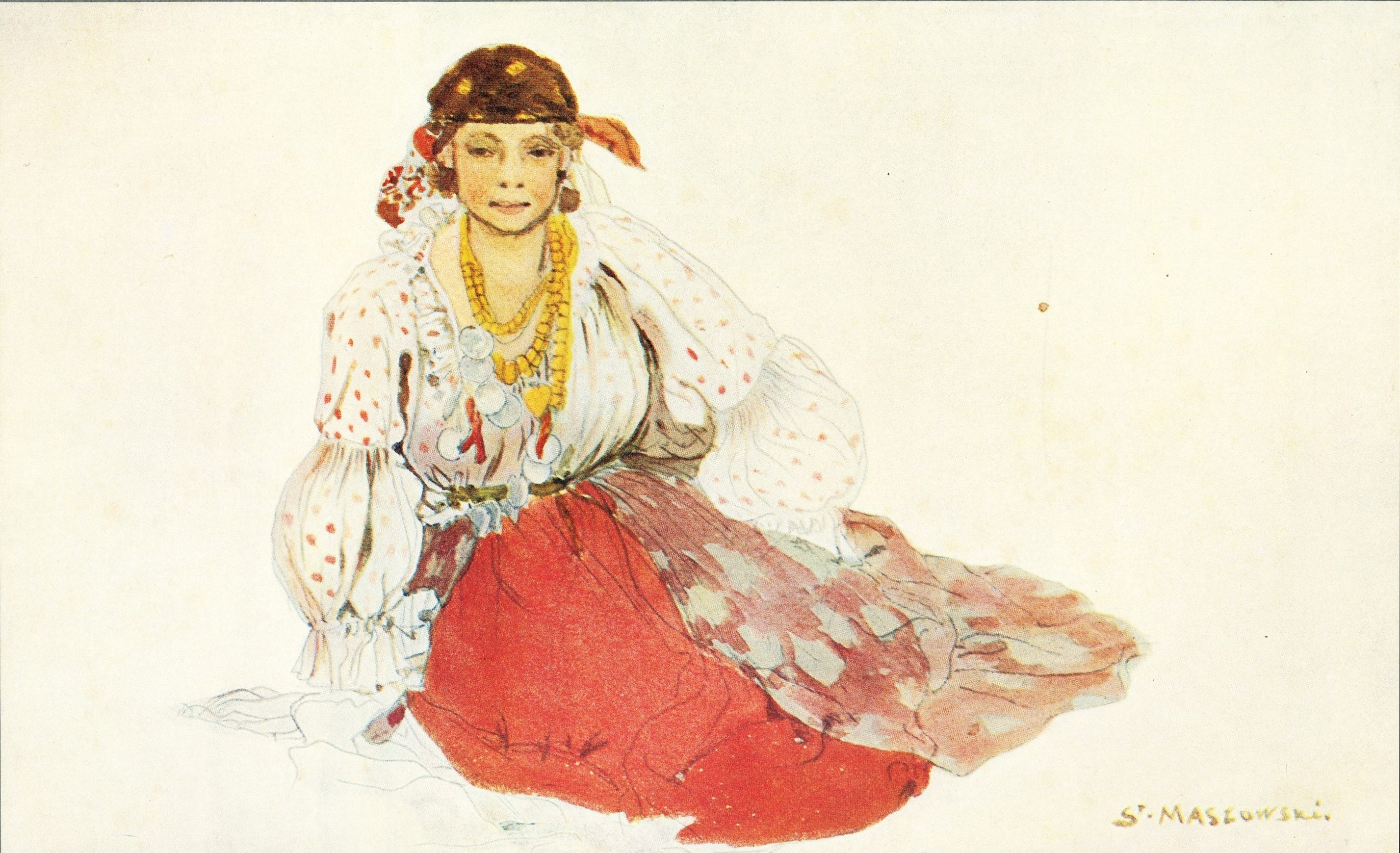
Cyganka (obraz Stanisława Masłowskiego), 1877

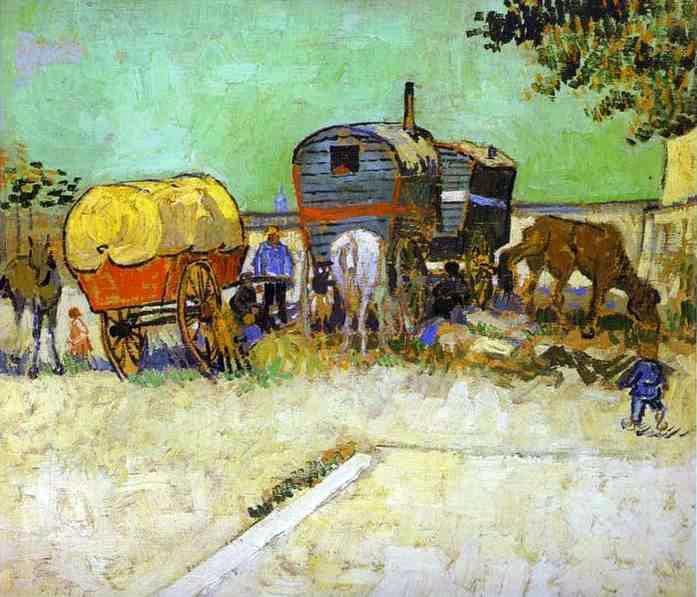
Romowie często byli inspiracją dla wielu artystów, na ilustracji – obraz V. van Gogha Obóz cygański koło Arles, 1888 r.

Romowie często przyciągali uwagę i intrygowali odmiennością. Odbiciem tego jest obecność postaci Cygana w kulturze ludowej wielu narodów i grup etnicznych. W Polsce, podobnie jak w innych krajach, stał się on bohaterem licznych przysłów, opowieści czy obrzędów (np. w grupach kolędników).
Mimo tego kultura romska nie wywarła znaczącego wpływu na główny nurt kultury społeczeństw autochtonicznych. Do wyjątków od tej reguły należy niewątpliwie bogata tradycja muzyczna Romów, która zasiliła folklor wielu narodów – m.in. Węgrów (orkiestry smyczkowe), Rosjan (chóry, solowy romans z towarzyszeniem gitary) czy Hiszpanów (flamenco). Wielu autorów oper i operetek również czerpało wątki z kultury romskiej, czego najlepszym przykładem jest opera Carmen G. Bizeta, czy Trubadur G. Verdiego, wątek cygański pojawia się u Verdiego także w operze Traviata, a nawet w Hugonotach G. Meyerbeera. Wśród operetek na pierwszym miejscu należy wymienić taki tytuł jak Baron cygański J. Straussa oraz wspomnieć choćby Hrabinę Maricę I. Kálmána.
Nieliczni romscy pisarze i poeci zostali docenieni przez szerszy krąg odbiorców literatury. Należą do nich m.in.: Bronisława Wajs (1908–1987), polska autorka ballad i wierszy, Margita Reiznerová, autorka baśni pochodząca z byłej Czechosłowacji (obecnie żyjąca w Belgii), czy József Holdosi (ur. 1951), pisarz węgierski. Romowie często pojawiali się też w licznych dziełach, które dziś należą do kanonu literatury światowej, np. w Wichrowych wzgórzach E. Brontë czy Dzwonniku z Notre-Dame V. Hugo.
Współczesna kinematografia również coraz częściej sięga po tematykę związaną z kulturą romską. Do przykładów należą niewątpliwie filmy w reżyserii Emira Kusturicy (np. Czas Cyganów, Czarny kot, biały kot), Tony’ego Gatlifa (Latcho Drom, Gadjo Dilo, Vengo, Transylvania), Doroty Kędzierzawskiej (Diabły, diabły), Vincenta Escrivy (Montoyas y Tarantos), trylogia Carlosa Saury, na którą składają się Krwawe gody, Carmen i Czarodziejska miłość, czy też meksykańska telenowela Wieczny płomień miłości.
W XX wieku powstało wiele instytucji mających za zadanie przybliżyć kulturę romską pozostałym członkom społeczeństwa. Funkcję taką spełniają m.in. teatry: Pralipe (założony w 1971 w Skopju), Romathan (założony w 1992 w Koszycach) czy Romen (działający od 1931 w Moskwie); muzea: dział romski Muzeum Ziemi Tarnowskiej w Tarnowie czy Muzeum Kultury Romskiej w Brnie (Czechy); instytuty, np. Romski Instytut Historyczny w Oświęcimiu; lub festiwale: Romane Dyvesa w Gorzowie Wielkopolskim, Międzynarodowy Festiwal Piosenki i Kultury Romów w Ciechocinku czy Khamoro w Czechach.
Obecnie dzięki coraz szerszemu przełamywaniu zewnętrznych barier, które niegdyś hamowały Romom dostęp do edukacji i nietradycyjnej kariery, a także w wyniku rosnącej otwartości samej społeczności romskiej, wielu jej członków może w pełni uczestniczyć w rozwoju kultury krajów zamieszkania. Można wśród nich spotkać zarówno uznanych naukowców czy artystów, jak i duchownych czy świętych (np. Zefiryn Giménez Malla).

## Współczesne problemy

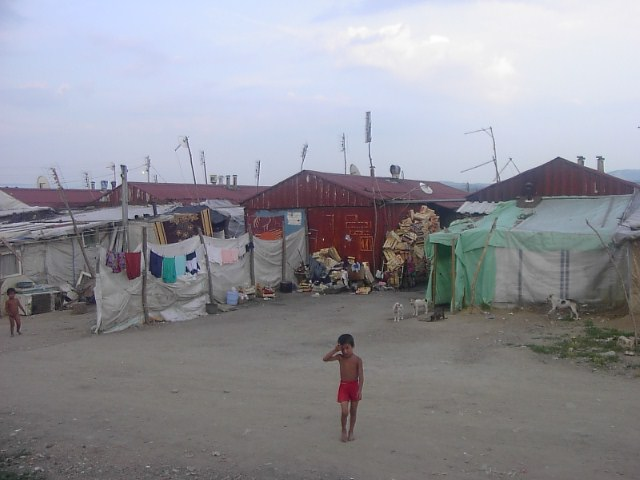
Chłopiec w obozie dla uchodźców romskich z Kosowa, Serbia (2003)

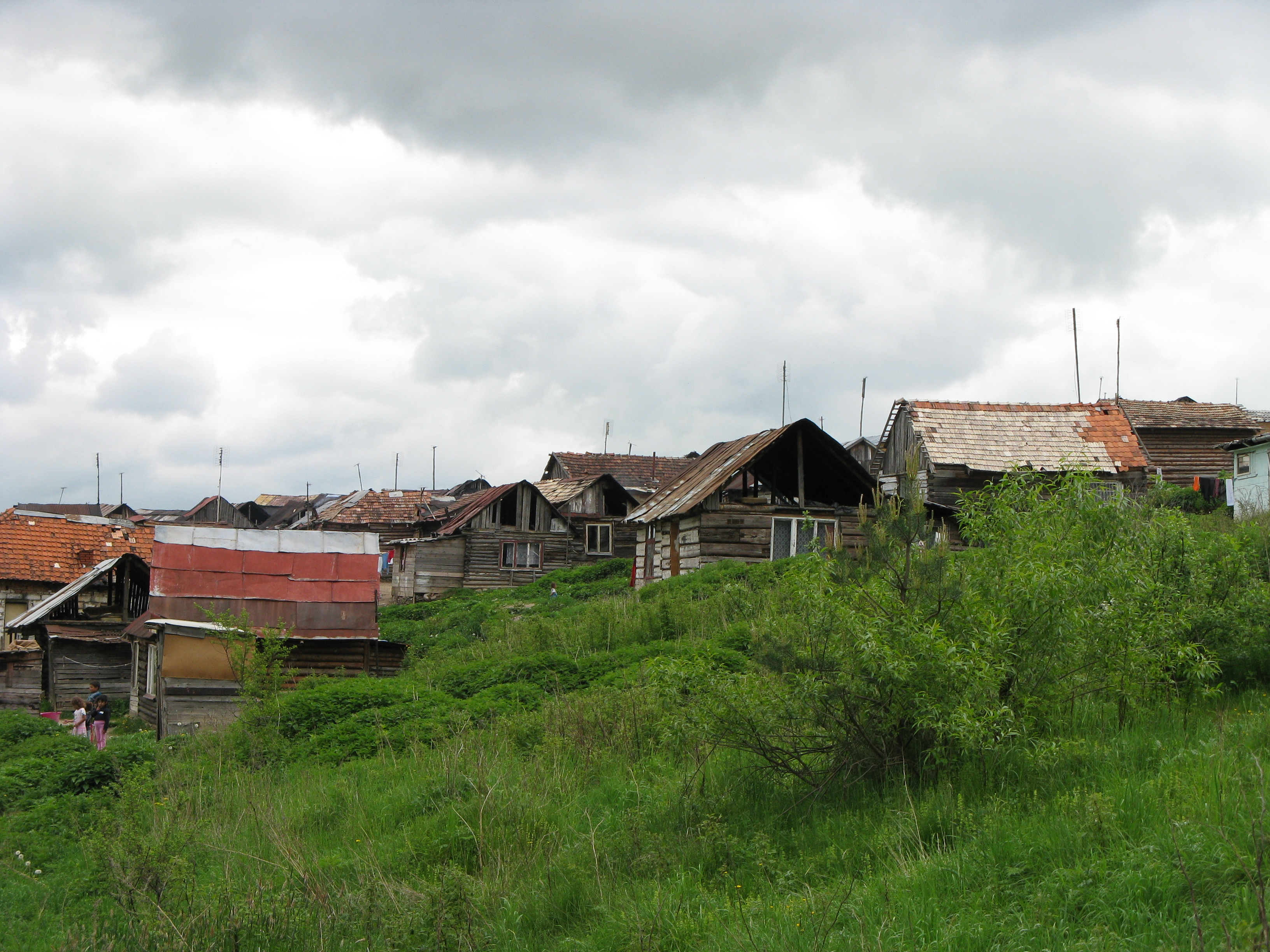
Osada romska na Słowacji (2008)

Najciężej obecnie odczuwane społeczne i ekonomiczne problemy narodu romskiego kształtowane są głównie istniejącymi w wielu społeczeństwach Europy antycygańskimi stereotypami oraz długą historią prześladowań, także najnowszą (zob. np. pogrom mławski). Antycyganizm, podobnie jak inne stereotypy etniczne, będący postawą antyspołeczną (uprzedzeniem), prowadzi do rozmaitych przejawów ksenofobii – od nietolerancji, poprzez wykluczenie społeczne, aż do aktów przemocy włącznie. Wiele krajów Europy jeszcze do niedawna prowadziło półoficjalne programy sterylizacji romskich kobiet bez ich zgody (np. w Czechosłowacji program taki trwał przynajmniej od 1972 do upadku systemu komunistycznego, zaś w odosobnionych przypadkach nawet do 2001).
Z tego powodu występuje dość wysoki stopień zamknięcia niektórych tradycyjnych społeczności romskich, który jest naturalną reakcją na agresywne działania ze strony środowiska zewnętrznego. Dopiero od drugiej połowy XX wieku Romowie mają szansę pełnej integracji z resztą społeczeństwa, bez jakiegokolwiek bezpośredniego zagrożenia tożsamości narodowej i kultury, jednak czas, który dotąd upłynął, wydaje się jeszcze zbyt krótki (szczególnie w krajach postkomunistycznych), aby pogrzebać wielowiekowe resentymenty po obu stronach.
9 marca 2011 roku Parlament Europejski przyjął rezolucję w sprawie europejskiej strategii na rzecz integracji Romów.

### Edukacja
Negatywne skutki ekskluzji Romów oraz ich nieufności wobec instytucji świata gadziów objawiają się w postaci ograniczonej możliwości korzystania z wielu osiągnięć współczesnej cywilizacji (technicznych, ideowych czy naukowych). Przede wszystkim nie w pełni wykorzystywane są możliwości, jakie niesie ze sobą powszechna edukacja. Dane MSWiA podają np. iż w Polsce jedynie 70% romskich dzieci wypełnia obowiązek szkolny. Według danych Komisji Europejskiej odsetek Romów kończących szkołę podstawową w krajach Unii Europejskiej wynosi zaledwie 42%.
Spowodowane jest to zarówno uznawaniem przez rodziców jedynie tradycyjnych wartości kultury romskiej, brakiem znajomości języka polskiego wśród najmłodszych, jak też znacznym ostracyzmem społecznym oraz obawą przed szykanami w szkole. Odsetek ten waha się jednak znacznie wśród rozmaitych grup romskich, w wysoko rozwiniętych krajach Zachodu osiągając wartości podobne do reszty społeczeństwa (wśród grup o nieemigracyjnym pochodzeniu). Braki w zakresie wykształcenia formalnego skutkują z kolei ograniczeniem możliwości rozwoju zawodowego w innych dziedzinach, niż to oferuje tradycyjna romska edukacja nieformalna. Ponieważ zaś ta nieformalna edukacja obejmuje jedynie zawody tradycyjne, które Romowie wykonywali od pokoleń (zob. wyżej), przy obecnie malejącym zapotrzebowaniu na tego typu usługi wiele osób zostało pozbawionych jedynych możliwości zarobku.

### Bezrobocie i ubóstwo
Prowadzona przez ostatnie półwiecze planowa socjalizacja Romów w dawnych krajach bloku wschodniego w świetle transformacji ustrojowej i przemian ekonomicznych również okazała się niepowodzeniem. Była to bowiem (podobnie jak inne przedsięwzięcia) akcja centralnie planowana i pod każdym względem przymusowa, zaś jej ideą była budowa społeczeństwa i gospodarki komunistycznej (realnego socjalizmu). Po upadku tego systemu Romowie, którzy zostali jej poddani, stali się najboleśniej doświadczonymi ofiarami bezrobocia i biedy.
Dane dla roku 2000 podają np. iż 40% węgierskich Romów żyło poniżej ustawowej granicy ubóstwa, zaś zatrudnienie wśród nich wynosiło 26%, co jawi się znacznym spadkiem w stosunku do ponad 80% pracujących w początku lat 90. XX wieku.
Z kolei radykalne środki budowy nowego społeczeństwa stosowane w Rumunii przez reżim Nicolae Ceaușescu doprowadziły do zwiększenia częstotliwości występowania patologii społecznych (np. narkomanii, bezdomności, istnienia tzw. dzieci ulicy), które w przemożnym stopniu dotknęły tamtejszych Romów. Szczególnie ciężki wpływ owych przemian na stosunkowo niedawno i brutalnie oderwane od tradycyjnego stylu życia społeczności romskie można przyrównać do negatywnych skutków globalizacji w krajach rozwijających się, jest on jednak przez większość polityków problemem niezrozumianym i trudnym do powiązania ze społeczeństwem europejskim. Natomiast dla większości Romów złe doświadczenia związane ze wszystkimi wcześniejszymi formami przymusowej integracji stanowią kolejny impuls do zamknięcia społecznego, zaś ciężkie warunki bytowe coraz częściej skutkują otwartymi formami niezadowolenia.

### Tożsamość narodowa
Przy powyższych problemach ekonomicznych bardzo nikłe wydają się kwestie związane z zagrożeniem tożsamości narodowej i kultury. Często zapomina się jednak, iż kultura romska w większości krajów Europy była obiektem bezpośredniej polityki szykan, operującej np. zakazami używania języka romani, noszenia tradycyjnych strojów czy zawierania małżeństw pomiędzy dwiema osobami pochodzenia romskiego. Przymusowa asymilacja, której skutkiem często stawało się załamanie granic międzyetnicznych, pociągała za sobą także dobrowolną integrację społeczną, która obecnie, wraz z coraz dalej postępującym oddziaływaniem kultury masowej, jawi się jako kluczowe niebezpieczeństwo dla romskiego dziedzictwa kulturowego. Mimo iż w wielu regionach i środowiskach społecznych przyzwolenie na mieszane małżeństwa występowało niemal od początku historii Romów, współcześnie ten problem zdaje się w niespotykanym dotąd stopniu przyczyniać do kryzysu tradycyjnych struktur romskich.
Szczególnemu zagrożeniu podlega zwłaszcza język romski. W wielu środowiskach w wyniku wpływu kultury masowej leksyka romska ulega radykalnym zmianom w przeciągu jednego pokolenia – dawne słowa zastępowane są nowymi zapożyczeniami. Wśród niektórych społeczności emigracyjnych ewidentny staje się ponadto dwustopniowy proces przesunięcia językowego, np. pochodzący z Turcji, zaś mieszkający w Niemczech Sepeczowie (rom. Sepeči), integrując się w pierwszym rzędzie z innymi emigrantami tureckimi, przejmują ich język, który dopiero kolejne pokolenie (współcześnie) zamienia na język niemiecki. Obecne migracje Romów przyrównać można w ich sile tylko do tych z XV i XIX wieku, zaś dwu- lub trójjęzyczność jest zjawiskiem powszechnym we wszystkich grupach bez wyjątku.
Tłem dla wielu spośród powyższych problemów jest sytuacja polityczna, w rozmaitych krajach mniej lub bardziej napięta. Mimo bowiem istnienia licznych populacji lokalnych, a nawet większości romskich (zob. np. Szuto Orizari, Cem Romengo), naród ten we wszystkich niepodległych obecnie państwach stanowi mniejszość. Brak wystarczająco długiej historii kultury politycznej sprawia, iż jest to mniejszość często marginalizowana zarówno przez dominującą część społeczeństwa, jak i ze strony innych grup mniejszościowych. Ponadto na obszarach ostrych tarć etnicznych Romowie stanowią społeczność, która bardzo często jest brutalnie prześladowana przez wszystkie strony konfliktu, czego odzwierciedleniem może być np. obecna sytuacja w Kosowie.

## Romowie a przestępczość
Jeden z najszerzej rozpowszechnionych antycygańskich stereotypów stanowi przekonanie o istnieniu przyczynowo-skutkowego związku pomiędzy przynależnością do narodu romskiego a zaangażowaniem w działania o charakterze przestępczym (czy też pomiędzy bliskim sąsiedztwem Romów a wzrostem przestępczości w okolicy). Badania socjologiczne przeprowadzone w Polsce w 1991 oraz 2003 roku wykazały aż 60-procentową niechęć wobec Romów, najwyższą w porównaniu z innymi grupami odniesienia, czego przyczyną są m.in. właśnie negatywne skojarzenia, wiążące Romów z przestępczością.
Odsetek Romów w węgierskich więzieniach jest 25-krotnie wyższy niż odsetek pozostałych obywateli Węgier, natomiast we włoskich więzieniach – 7-krotnie wyższy.

### Strony polskojęzyczne
- Związek Romów Polskich
- Stowarzyszenie Romów w Polsce
- Chrześcijańska misja wśród Romów. romowie.eu. [zarchiwizowane z tego adresu (2008-05-27)].
- Program Na Rzecz Społeczności Romskiej. romowie.info. [zarchiwizowane z tego adresu (2009-02-23)].
- Rezolucja Parlamentu Europejskiego z dnia 9 września 2010 w sprawie sytuacji Romów i swobody przemieszczania się w Unii Europejskiej

### Strony w innych językach
- Documentation and Cultural Centre of German Sinti and Roma (ang. • fr. • niem. • wł.)
- European Roma and Travellers Forum (ang. • fr. • romski (vlax))
- Rombase – strona cyganologiczna Uniwersytetu w Grazu (ang.)
- Specialized Library with Archive „Studii Romani” (ang.)